# エドム＝ジャン・ピガル
エドム＝ジャン・ピガル（Edme-Jean Pigal、1798年2月2日 - 1872年9月16日）は、フランスの画家、版画家である。風刺画を描いたことで知られる。

## 生涯
パリで生まれた。アントワーヌ＝ジャン・グロの学生になり、1827年から1870年の間、サロン・ド・パリに何度か出展したが、多くの風刺画をえがいたことで主に知られている。1838年以降は風刺画の制作の他に、宗教画や歴史画を描くようになったが、リトグラフとして残された、人間の行動の機微をついた風刺画作品の評価が高い。晩年はヨンヌ県のサンスで高校の美術教師をした。
アメリカの研究家、ベアトリス・ファーウェル(Beatrice Farwell)の著書に取り上げられ、ピガルは「1820年代から1830年代後半にかけて、彼の時代の習慣や社会階級を風刺した数多くのリトグラフを制作して、ブルジョアジーの偽善と労働者階級の「下品さ」を嘲笑した。彼の好きな主題は、パリの浮浪児や使用人、労働者、老人であった。」
ピガルの風刺画は同時代のフランスの風刺画家、オノレ・ドーミエやポール・ガヴァルニの作品に比べて政治批判や社会批判の要素が少なくイギリスの風刺画に近い味わいがあり、イギリスで好まれとされ、英語のキャプションをつけてイギリスでも出版された。

## 作品

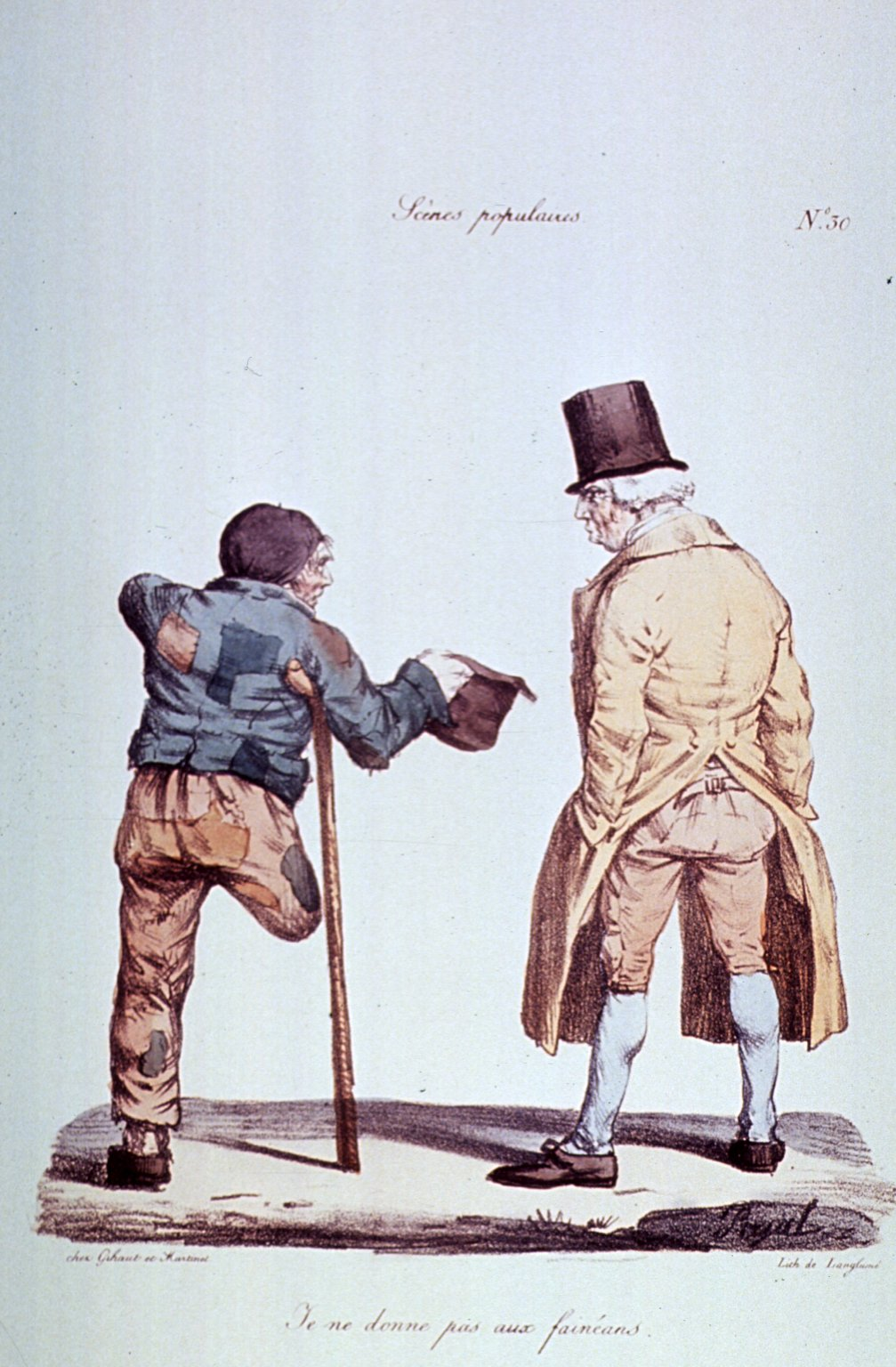
乞食に金をやらない男
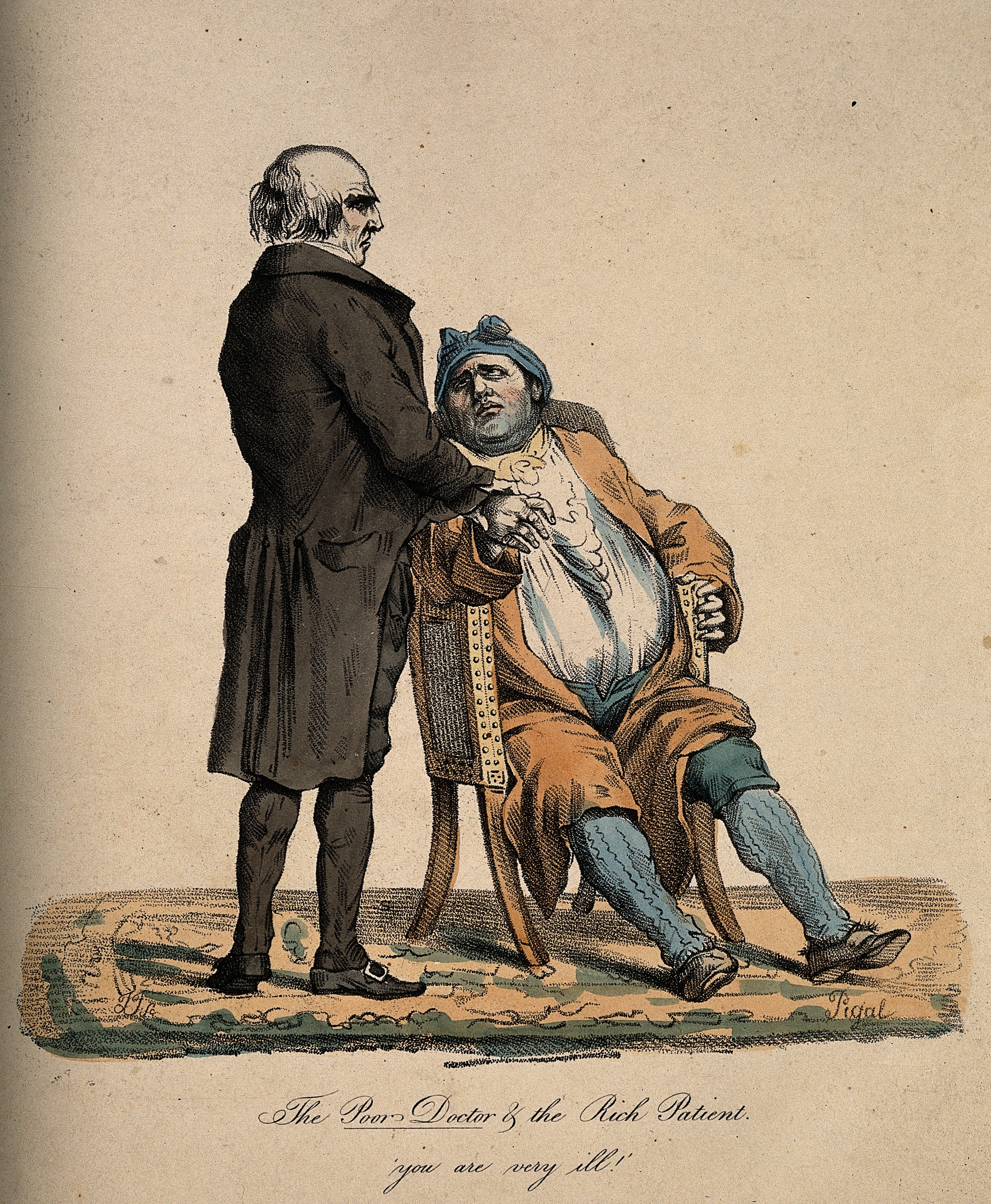
金持ちの患者の脈をとる医者
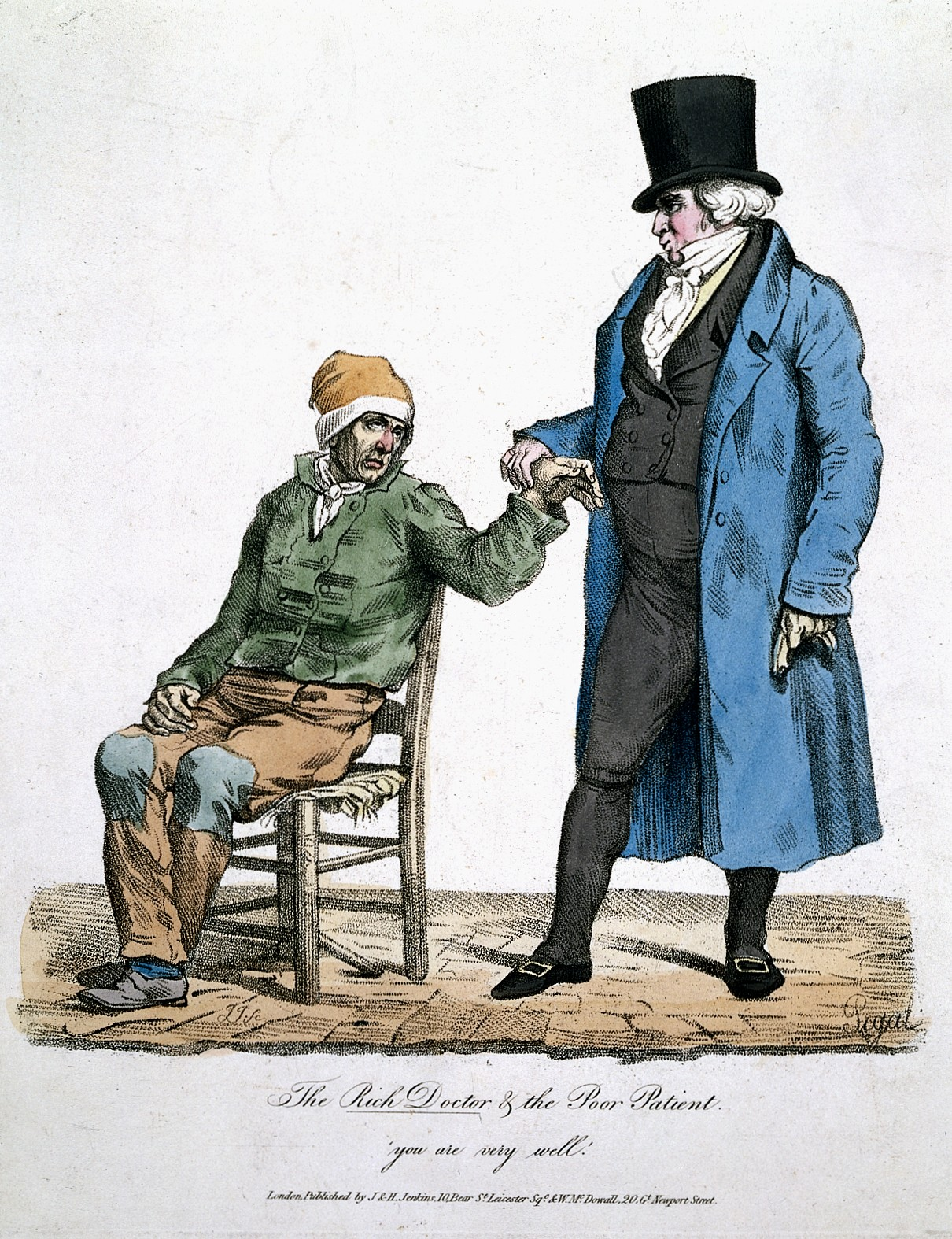
貧乏人の患者の脈をとる医者
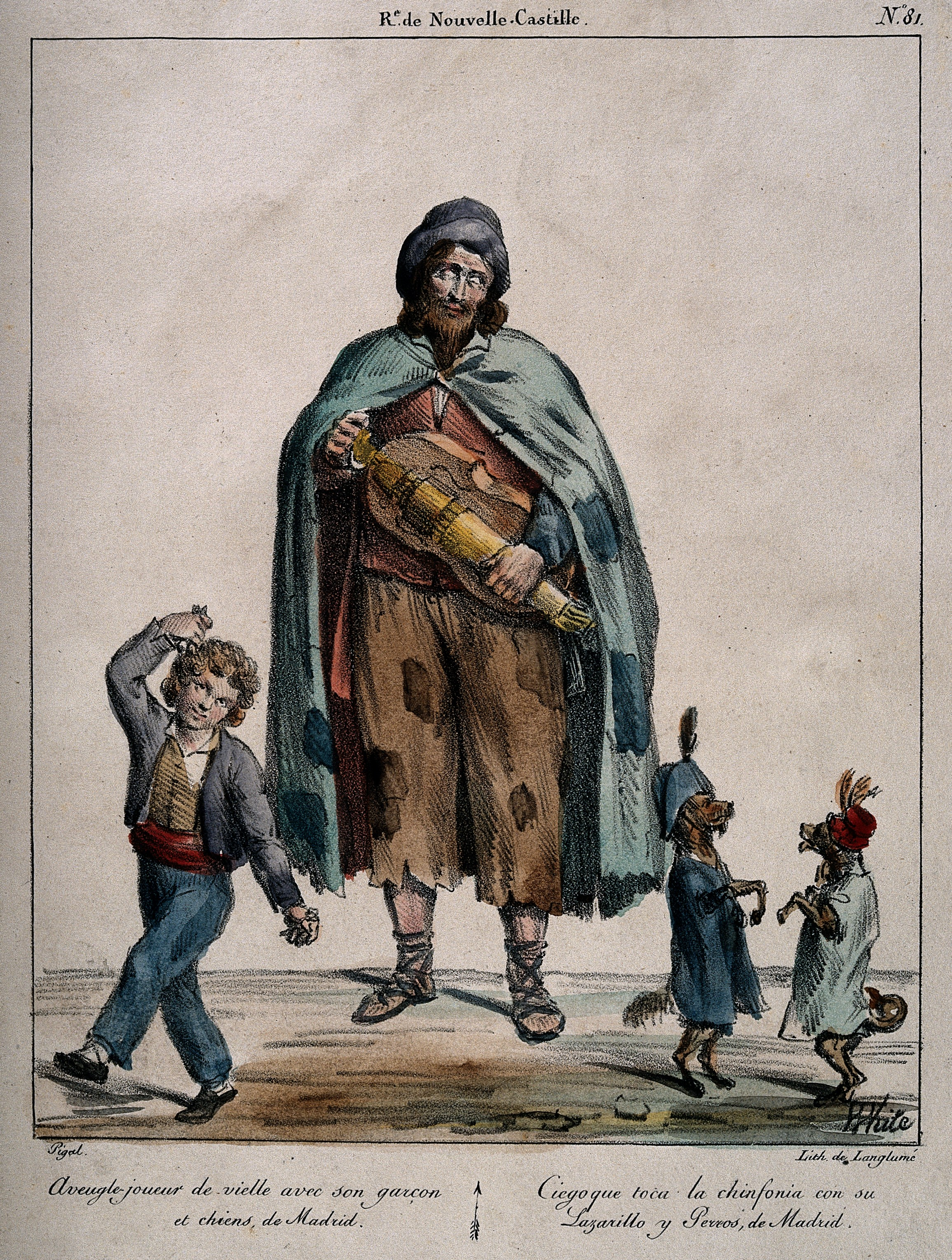
盲目のハーディ・ガーディ弾きと息子と踊る犬